# Ivan Samojlovytj
Ivan Samojlovytj (ukrainsk: Іван Самойлович, polsk: Iwan Samojłowicz, russisk: Ива́н Самойло́вич, født i 1630'erne, død i 1690) var fra 1672 til 1687 hétman i Ukraine i den del, der ligger på venstresiden af floden Dnepr (det nuværende østlige Ukraine). Hans regeringstid var præget af det kosakkiske hetmanats tilnærmelser til Zar-Rusland og hans forsøg på at erobre det dele af hetmanatet, der lå på højresiden af Dnepr (det vestlige Ukraine) fra Den polsk-litauiske realunion. 

## Opstigen til hétman
Som ung støttede han Ivan Brjukhovetskyjs oprør mod Zar-Rusland, men efter Brjukhovetskyjs tilfangetagelse og senere henrettelse, støttede han den pro-russiske hétman Demian Mnogogrisjnijog afgav troskabsed til den russiske zar. Han blev valgt til hétman for kosakhetmanatets venstre bred i juni 1672. Samme år havde hétman Petro Dorosjenko gennem en alliance med den osmanniske sultan overladt kosakhetmanatets højrebred (det vestlige Ukraine) til osmannerne under Den polsk-osmanniske krig (1672-1676). 

## Hétman for hele Ukraine
I 1674 blev Samojlovytj valgt til hétman for hele Ukraine deltog og iværksatte med støtte fra russiske tropper en ekspedition ind i hetmanatets højre bred (det vestlige Ukraine) med det formål at tvinge hétman Petro Dorosjenko til at acceptere valget af Samojlovytj. Ekspeditionen blev dog slået tilbage af osmanniske tropper. Russiske tropper og Samojlovytj belejrede igen i 1676 Dorojenkos fæstning i Tjigirin og denne gang lykkedes det at få Dorosjenko til at overgive sig, hvorefter Samojlovytj trak sig tilbage til venstre bred af Dnepr. Der var nu udbrudt krig mellem Rusland og Det Osmanniske Rige om kontrollen over det vestlige Ukraine. Samojlovytjs kosakhær havde succes i kampene mod osmannerne, men russerne trak sig dog hurtigt igen ud af det vestlige Ukraine. 
Samojlovytjs ambitioner om at opnå kontrol med hele kosakkernes område på begge bredder af Dnepr led et knæk, da Zar-Rusland i 1686 blev optaget i Den Hellige Liga og indgik Den evige fredstraktat med Den polsk-litauiske realunion, hvor Andrusovo-traktatens opdeling af Ukraine-området ved Dnepr blev bekræftet. 

## Fald fra magten
Samojlovytjs forhold til den russiske zars premierminister Vasilij Golitsyn blev herefter forværret. Felttog mod Krim-khanatet slog fejl som følge af steppebrande, og der gik rygter om, at Samojlovytjs mænd havde startet brandene fordi han hellere ville angribe polakkerne end krimtatarerne. Golitsyn foretrak en mere lydig kosak, og lod i juni 1687 indsætte Ivan Mazepa som ny hétman. Samojlovytjs søn blev anklaget for majestætsfornærmelse over for zaren blev blev henrettet og Samojlovytj selv blev arresteret og sendt i eksil i Sibirien, hvor han døde i 1690.